# Église Saint-Médard de Bellenglise
L'église Saint-Médard de Bellenglise est une église située à Bellenglise, en France.

## Localisation
L'église est située sur la commune de Bellenglise, dans le département de l'Aisne.